# Katy Hudson (album)
A Katy Hudson Katy Perry debütáló gospel-rock stílusú nagylemeze, melyet az - akkor még születési nevét használó - énekesnő adott ki 2001. március 6-án. A keresztény zenei album a Red Hill Records gondozásában jelent meg, amikor Perry még 15 éves volt. Az énekesnő később váltott a mainstream popzenére. Ő írta a lemez 4 dalát, a többin pedig, mint társszerző vett részt. Az első kislemez a "Trust in Me" volt.
Az album kedvező kritikát kapott a Christianity Today szerzőjétől. Russ Breimeier, aki üdvözölte az énekesnő hangját és dalszövegeit, így jellemezte: "figyelemre méltó ifjú tehetség és szövegíró, aki szinte biztos, hogy még sokat fog elérni az életben".
A lemez gyártása és promóciója véget ért, miután a Red Hill Records 2001-ben megszűnt.

## Dallista
1. Trust in Me (Katy Hudson/Mark Dickson) – 4:46
2. Piercing (Katy Hudson/Tommy Collier/Brian White) – 4:06
3. Search Me (Katy Hudson/Tommy Collier/Scott Faircloff) – 5:00
4. Last Call (Katy Hudson) – 3:07
5. Growing Pains (Katy Hudson/Mark Dickson) – 4:05
6. My Own Monster (Katy Hudson) – 5:25
7. Spit (Katy Hudson) – 5:10
8. Faith Won't Fail (Katy Hudson/Mark Dickson) – 5:14
9. Naturally (Katy Hudson/Scott Faircloff) – 4:33
10. When There's Nothing Left (Katy Hudson) – 6:45
11. Naturally (kislemez verzió) (Katy Hudson/Scott Faircloff) – 5:11

## Fordítás
- Ez a szócikk részben vagy egészben  a   Katy Hudson (album) című angol Wikipédia-szócikk fordításán alapul.  Az eredeti cikk szerkesztőit annak laptörténete sorolja fel. Ez a jelzés csupán a megfogalmazás eredetét és a szerzői jogokat jelzi, nem szolgál a cikkben szereplő információk forrásmegjelöléseként.